# Ringdijk

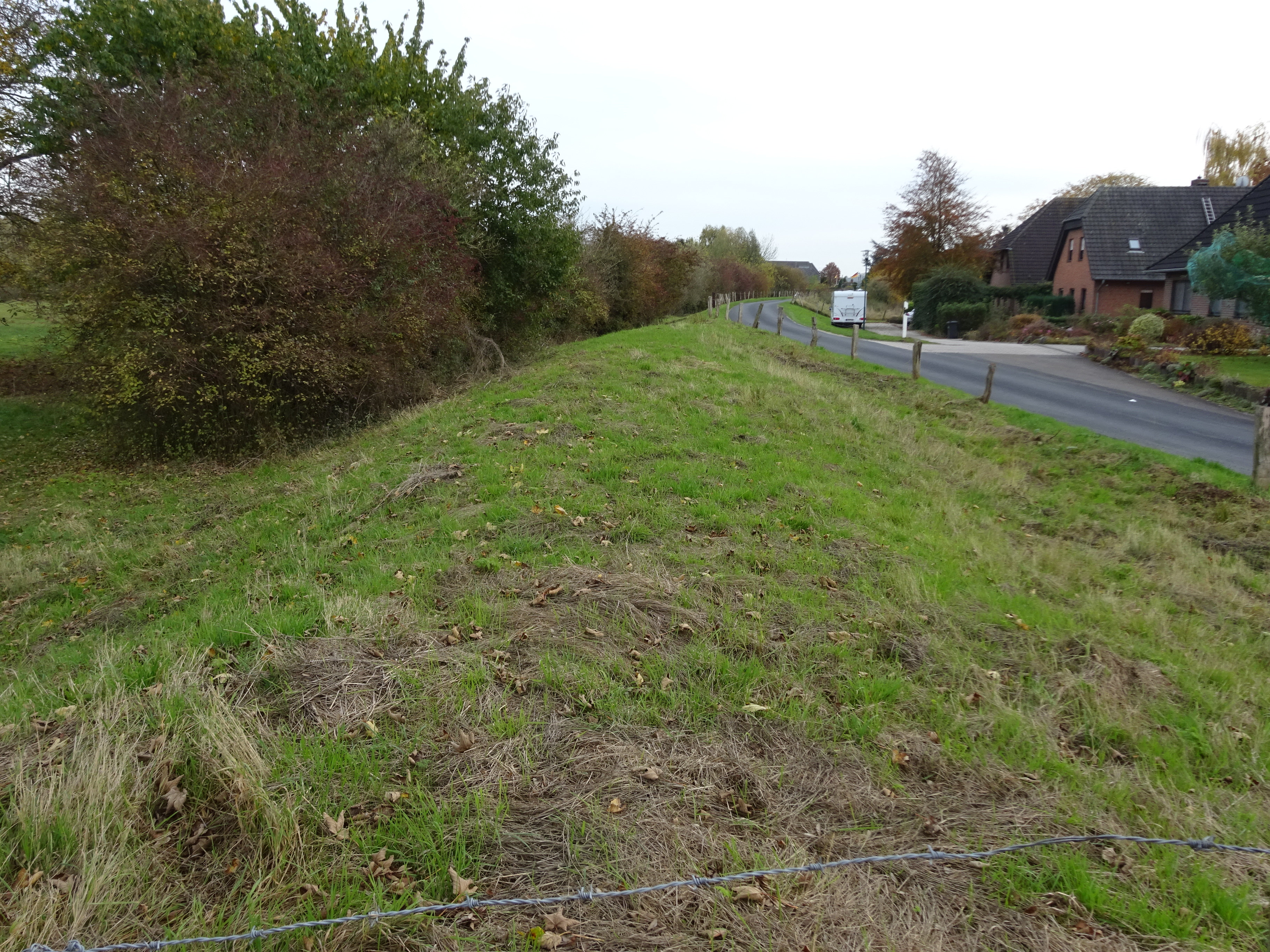
Ringdijk om Wissel

Een ringdijk is een dijk die rondom om een bepaald gebied of meestal een droogmakerij ligt. Hij wordt ook wel aangeduid als omringdijk. Nederlandse ringdijken zijn tegenwoordig altijd secundaire waterkeringen, maar in het verleden kwamen ook ringdijken als primaire waterkering voor, bijvoorbeeld de ringdijk die rond het eiland Schouwen werd aangelegd.
Voorbeelden:
- Ringdijk om de Watergraafsmeer te Amsterdam
- Westfriese Omringdijk

## Overige
Een ringdijk moet niet verward worden met een dijkring. Een dijkring is een bestuurlijke term voor een bepaald gebied dat door een primaire waterkering omsloten wordt.